# Sulfurifustis
Genre
Espèces de rang inférieur
- Sulfurifustis variabilis
- uncultured Sulfurifustis sp.

Le genre bactérien Sulfurifustis fait partie de la famille Acidiferrobacteraceae de l'ordre de bactéries à Gram négatif Acidiferrobacterales . Ces Pseudomonadota sont capables d'oxyder le soufre.

## Taxonomie
Le nom correct complet (avec auteur) de ce taxon est Sulfurifustis Kojima et al. 2015.
Le espèce type est Sulfurifustis variabilis Kojima et al. 2015.

### Étymologie
L'étymologie de ce genre bactérien est la suivante : Sul.fu.ri.fus’tis L. neut. n. sulfur, soufre; L. masc. n. fustis, batonnet; N.L. masc. n. Sulfurifustis, batonnet de soufre,.

### Historique
Le genre Sulfurifustis a été décrit en même temps que l'ordre Acidiferrobacterales  et la famille Acidiferrobacteraceae créés pour contenir ce genre et le genre Acidiferrobacter en 2015. Ce genre est inclus dans la même étude dans la classe des Gammaproteobacteria sur la base des analyses phylogénétiques des séquences d'ARN ribosomal 16S. L'étude phylogénéique sur la base de ce gène a identifié l'espèce Acidiferrobacter thiooxydans comme étant la plus proche de l'espèce type des Acidiferrobacter mais avec seulement 93 % d'homologie.

### Liste des genres
Selon la LPSN (6 septembre 2022), le genre Sulfurifustis ne contient qu'une seule espèce officiellement nommée :
- Sulfurifustis variabilis, espèce type du genre

## Description
Lors de sa description de 2015, le genre Sulfurifustis  est un genre de bactéries à Gram négatif chimiolithotrophes capable d'oxyder le thiosulfate, le tétrathionate et le soufre élémentaire.  Sa croissance optimale peut être obtenue entre 42 °C et 45 °C avec un pH optimal de 6,8 à 8,2. Ce sont des bactéries catalase-positives et oxydase négatives de formes batonnets longs de 0,9 µm à 3,0 µm et de diamètre 0,3 µm à 0,5 µm. Sa morphologie évolue en fonction des conditions de culture et le bacille peut prendre une forme filamenteuse dans les conditions les moins optimales à basse température. Le contenu en bases nucléotidiques GC est de 69% environ.